# گاکو هارادا
گاکو هارادا (ژاپنی: 原田 岳؛ زادهٔ ۲۲ مهٔ ۱۹۹۸) یک بازیکن فوتبال اهل ژاپن است.
از باشگاه‌هایی که در آن بازی کرده‌است می‌توان به باشگاه فوتبال یوکوهاما مارینوس، باشگاه فوتبال ساگامیهارا و باشگاه فوتبال و-واران ناگاساکی اشاره کرد.